# Siergiej Nikitienko
Siergiej Władimirowicz Nikitienko (ros. Сергей Владимирович Никитенко) – radziecki kolarz torowy i szosowy, złoty medalista torowych mistrzostw świata.

## Kariera
Największy sukces w karierze Siergiej Nikitienko osiągnął w 1982 roku, kiedy wspólnie z Konstantinem Chrabcowem, Aleksandrem Krasnowem i Walerijem Mowczanem zdobył złoty medal drużynowym wyścigu na dochodzenie podczas mistrzostw świata w Leicesterze. Nikitienko startował także w wyścigach szosowych, zajmując między innymi trzecie miejsce w klasyfikacji generalnej włoskiego Giro delle Regione w 1979 roku. W tym samym roku wystartował również w Wyścigu Pokoju, w trzech etapach zajmując drugie miejsca, a w jednym trzecie, nie pozwoliło mu to jednak zająć wysokiego miejsca w klasyfikacji generalnej. Nigdy nie startował na igrzyskach olimpijskich. 